# Tony Smith (manager)
Ne doit pas être confondu avec Tony Stratton-Smith, également manager de Genesis
Pour les articles homonymes, voir Tony Smith.
Tony Smith, né en Angleterre, est le manager du groupe Genesis depuis 1973. Il est aussi le manager des carrières solo de  Phil Collins, Mike Rutherford et Tony Banks.

## Biographie
Son père est organisateur de spectacles, et il le suivra dans l'organisation de concerts à la fin des années 1960 et au début des années 1970, sur des tournées de groupes comme les Rolling Stones, les Who, Led Zepplin ainsi que les Monty Python. 
Il travaille aussi avec son presque homonyme Tony Stratton-Smith et le label Charisma Records pour monter la tournée « Six Bob Tour » de 1971 avec Genesis, Van der Graaf Generator et Lindisfarne. C'est Peter Gabriel qui lui demande de devenir le manager de Genesis pendant la tournée de 1973. Ils connaissent alors le premier relatif succès avec I Know What I Like tiré de l'album Selling England by the Pound, avec une 27e place dans les charts en 1974. Peter Gabriel annonce à Tony Smith, au début de la tournée pour The Lamb Lies Down on Broadway, son intention de quitter le groupe. Tony continue à s'occuper de Genesis après le départ de Peter Gabriel.
C'est lui qui perçoit l'intérêt pour les concerts du système d'éclairage Vari-Lite, un système d'éclairage automatisé, dont il a suggéré le nom, et que le groupe utilise pour la première fois au monde en 1981 lors de la tournée Abacab.
Il cofonde avec Jon Crawley en 1977 la maison d'édition Hit & Run Music Publishing (en) qui remportera un Grammy Award en 1991.
En septembre 2000, Tony Smith remporte le Peter Grant Award.
Tony Smith est également féru de sports mécanique. Il assouvit sa passion en pilotant régulièrement sa Maserati 300S, sa Dino 00007 lors d'évènements de compétition classique. Il possède une belle collection de véhicules historiques, et a vendu récemment une Aston Martin DB4 GT Zagato Sanction II Coupe (4 exemplaires produits), chez Bonhams pour un prix record de £1.2 million avec les frais.